# Tamenus milloti
Tamenus milloti es una especie de arácnido del orden Pseudoscorpionida de la familia Atemnidae.

## Distribución geográfica
Se encuentra en Costa de Marfil.